# Nemipterus theodorei
Nemipterus theodorei là một loài cá biển thuộc chi Nemipterus trong họ Cá lượng. Loài cá này được mô tả lần đầu tiên vào năm 1916.

## Từ nguyên
Từ định danh theodorei được đặt theo tên của Ted Theodore, cố Thống đốc Queensland, người đã lập ra Cục Thủy sản tại bang này.

## Phân bố và môi trường sống
N. theodorei là loài đặc hữu của bờ đông Úc, trải dài từ Queensland đến phía bắc New South Wales. Loài này sống trên nền đáy cát và bùn ở vùng nước ngoài khơi, độ sâu khoảng 19–410 m.

## Mô tả
Chiều dài cơ thể lớn nhất được ghi nhận ở N. theodorei là 24 cm.
Số gai vây lưng: 10; Số tia vây lưng: 9; Số gai vây hậu môn: 3; Số tia vây hậu môn: 7; Số gai vây bụng: 1; Số tia vây bụng: 5.

## Sinh thái
Tuổi thọ lớn nhất của loài này ước tính là 6 năm.

## Sử dụng
Cùng với Nemipterus aurifilum, N. theodorei là hai loài cá lượng phổ biến nhất ở bờ đông Queensland. Chúng thường bị đánh bắt tình cờ và đôi khi được giữ lại để bán ở vùng này. N. theodorei có sản lượng đánh bắt và giá trị thị trường cao hơn, chủ yếu là do loài này phong phú hơn và kích thước lớn hơn loài còn lại.